# 蔡智堪
蔡智堪（1888年11月15日—1955年9月29日），台湾苗栗人，清光緒14年（1888年）生於苗栗，因1895年臺灣割讓日本，12歲時赴日。日本早稻田大學「政治經濟科」畢業。曾經加入過同盟會。

## 生平
1928年4月以补册工人身份赴日本，从事皇宫书籍整理工作。工作中，发现并秘密抄录了“东方会议”的纪要文件，即世稱「田中奏折」。此文件提出：「欲征服世界，必先征服中国；欲征服中国，必先征服满洲」。并分数次寄到中国东北，由时任张学良外交秘书的王家桢（后在中原大战后曾短暂出任国民政府外交部次长）转交张学良并转呈南京国民政府，同时设法刊登在南京和北平（《時事月報》）的相关刊物上。有觀點認為蔡最早揭露日本侵华的企圖
1953年8月底曾将相关经过刊登在香港一份报纸里；当年9月因当时联合报的前身报道了另一个声称最早揭露田中奏折的台籍人士（见1953年9月2日报道），而终于出面指自己才是發現田中奏摺的第一人（见1953年9月7日、12日相关报道），并向当时的中國国民党党史编纂委员会主任委员罗家伦讲述始末。之后在11月15日趁向蔡智堪庆祝其66岁（虚岁）大寿时，中央党史会列入史册褒扬。
1955年9月29日因病逝世于台湾台南（今臺南市）。逝后中華民國政府曾为其举行隆重的追悼会，并由時任总统蔣中正颁发褒扬令。